# Neromia
Neromia là một chi bướm đêm thuộc họ Geometridae.